# Traumziel
Traumziel ist das vierte Studioalbum der deutschen Pop-Rock-Band Münchener Freiheit. Es erschien im November 1986. Es ist nach der erfolgreichen Kompilation Von Anfang an das erste Studioalbum der Band, das die Charts erreichte.

## Entstehung und Artwork
Die Aufnahmen zum Album fanden im Data Alpha Studio, in den Weryton Studios und im Basic Studio in München statt, Armand Volker produzierte die Platte in aufwendiger Weise, etwa mit vielen Gesangsspuren. Die Musik wurde vom Songwriting-Duo Stefan Zauner und Aron Strobel geschrieben. An den Texten war neben Zauner und Strobel mit Hubert Kemmler (Hubert Kah), Susanne Müller-Pi (Susanne Kemmler), Mario Killer (Michael Kunze) sowie Produzent Armand Volker ein hochkarätiges Team beteiligt.
Das Cover des Albums zeigt die Bandmitglieder in einer Reihe mit Pfeil und Bogen. Das Foto stammt von Dieter Eikelpoth.

## Veröffentlichung
Das Album erschien im November 1986. Vorab im Oktober 1986 wurde die erste Single Es gibt kein nächstes Mal veröffentlicht. Im Februar 1987 folgte Herz aus Glas.
Einige Stücke erschienen 1987 auf dem englischsprachigen Album Romancing in the Dark (als „Freiheit“), etwa Herz aus Glas als Play It Cool. Das Album konnte in Norwegen, Schweden und den Niederlanden die Charts erreichen.
Die Traumziel-Tour wurde 1987 nach Angaben der Band von über 125.000 Zuschauern besucht.

## Titelliste
| Nr. | Titel                     | Länge |
| --- | ------------------------- | ----- |
| 1.  | Es gibt kein nächstes Mal | 4:42  |
| 2.  | Geheime Wünsche           | 3:33  |
| 3.  | Herz aus Glas             | 3:09  |
| 4.  | Mach die Augen zu         | 7:55  |
| 5.  | Angst vor der Liebe       | 3:18  |
| 6.  | Venus und Mars            | 3:55  |
| 7.  | Viel zu viel              | 4:45  |
| 8.  | Schachmatt                | 4:06  |
| 9.  | Aus und vorbei            | 3:25  |

## Rezeption
Das Album erreichte Platz 15 der deutschen Charts, es war 34 Wochen platziert, vom 1. Dezember 1986 bis zum 27. Juli 1987. Es wurde im April 1987 mit einer Goldenen Schallplatte zertifiziert.
| Land/Region        | Auszeichnungen für Musikverkäufe (Land/Region, Auszeichnung, Verkäufe) | Verkäufe |
| ------------------ | ---------------------------------------------------------------------- | -------- |
| Deutschland (BVMI) | Gold                                                                   | 250.000  |
| Insgesamt          | 1× Gold ·                                                              | 250.000  |